# NGC 7326
NGC 7326 – gwiazda podwójna znajdująca się w gwiazdozbiorze Pegaza, widoczna na niebie w pobliżu galaktyki NGC 7331. Została skatalogowana 7 października 1874 roku przez Lawrence’a Parsonsa jako obiekt typu „mgławicowego”. Niektóre katalogi i bazy danych (np. SIMBAD) błędnie identyfikują NGC 7326 jako galaktykę LEDA 69281 (PGC 69281).